# ATP Challenger Calabasas
Das ATP Challenger Calabasas (offiziell Men’s Pro Tennis Championships of Calabasas) war ein Tennisturnier, das von 2001 bis 2010 jährlich in Calabasas, Kalifornien stattfand. Es gehörte zur ATP Challenger Tour und wurde im Freien auf Hartplatz gespielt. Robert Kendrick ist mit je einem Titel im Einzel und Doppel einziger mehrfacher Titelträger.

## Liste der Sieger

### Einzel
| Jahr | Sieger             | Finalgegner      | Ergebnis        |
| ---- | ------------------ | ---------------- | --------------- |
| 2010 | Marinko Matosevic  | Ryan Sweeting    | 2:6, 6:4, 6:3   |
| 2009 | Donald Young       | Michael Russell  | 7:64, 6:1       |
| 2008 | Vincent Spadea     | Sam Warburg      | 7:65, 6:4       |
| 2007 | Robert Kendrick    | Donald Young     | 3:6, 7:64, 6:4  |
| 2006 | Mark Philippoussis | Amer Delic       | 6:74, 7:64, 6:3 |
| 2005 | Brian Vahaly       | Denis Gremelmayr | 3:6, 6:2, 6:2   |
| 2004 | Ivo Karlović       | Alex Bogomolow   | 7:63, 6:3       |
| 2003 | Jérôme Golmard     | Lars Burgsmüller | 6:3, 7:5        |
| 2002 | Michael Chang      | Cecil Mamiit     | 6:3, 7:5        |
| 2001 | André Sá           | Michael Russell  | 4:6, 6:2, 6:4   |

### Doppel
| Jahr | Sieger                           | Finalgegner                     | Ergebnis          |
| ---- | -------------------------------- | ------------------------------- | ----------------- |
| 2010 | Ryan Harrison Travis Rettenmaier | Rik De Voest Bobby Reynolds     | 6:3, 6:3          |
| 2009 | Santiago González Simon Stadler  | Treat Huey Harsh Mankad         | 6:2, 5:7, [10:4]  |
| 2008 | Ilija Bozoljac Dušan Vemić       | Somdev Devvarman Nathan Healey  | 1:6, 6:3, [13:11] |
| 2007 | John Isner Brian Wilson          | Robert Kendrick Cecil Mamiit    | 7:610, 4:6 [10:8] |
| 2006 | Robert Kendrick Cecil Mamiit     | Harel Levy Sam Warburg          | 5:7, 6:4, [10:5]  |
| 2005 | Amer Delic Bobby Reynolds        | Zbynek Mlynarik Glenn Weiner    | 7:5, 7:64         |
| 2004 | Graydon Oliver Travis Parrott    | Ivo Klec Robert Lindstedt       | 7:5, 6:3          |
| 2003 | Justin Gimelstob Scott Humphries | Kevin Kim Jim Thomas            | 6:3, 6:3          |
| 2002 | Paul Rosner Glenn Weiner         | Justin Gimelstob Paul Goldstein | 6:2, 4:6, 7:64    |
| 2001 | Ota Fukárek Ivo Heuberger        | Paul Hanley Nathan Healey       | 7:5, 3:6, 7:62    |